# Indische Cricket-Nationalmannschaft in Südafrika in der Saison 2024/25
Die Tour der indischen  Cricket-Nationalmannschaft in Südafrika in der Saison 2024/25 fand vom 8. bis zum 15. November 2024 statt. Die internationale Cricket-Tour war Bestandteil der Internationalen Cricket-Saison 2024/25 und umfasste vier Twenty20s. Indien gewann die Serie mit 3–1.

## Vorgeschichte
Südafrika bestritt zuvor eine Tour in Bangladesch, Indien eine solche gegen Neuseeland. Das letzte Aufeinandertreffen der beiden Mannschaften bei einer Tour fand in der Saison 2023/24 in Südafrika statt. Die Twenty20-Serie ist die Nachholung der in der Saison 2021/22 auf Grund der COVID-19-Pandemie verschobenen Serie.

## Stadion
Die folgenden Stadien wurden für die Tour als Austragungsort vorgesehen und am 21. Juni 2024 verkündet.
| Stadion                  | Stadt        | Kapazität | Spiele |
| ------------------------ | ------------ | --------- | ------ |
| Centurion Park           | Centurion    | 22.000    | 3. T20 |
| Sahara Stadium Kingsmead | Durban       | 25.000    | 1. T20 |
| Wanderers Stadium        | Johannesburg | 34.000    | 4. T20 |
| Sahara Oval St George’s  | Gqeberha     | 19.000    | 2. T20 |

## Kaderlisten
Indien benannte seinen Kader am 25. Oktober 2024.
Südafrika benannte seinen Kader am 31. Oktober 2024.
| Twenty20 | Twenty20 |
| Südafrika | Indien |
| --- | --- |
| - Aiden Markram (K) - Ottniel Baartman - Gerald Coetzee - Donovan Ferreira - Reeza Hendricks - Marco Jansen - Heinrich Klaasen (wk) - Patrick Kruger - Keshav Maharaj - David Miller - Mihlali Mpongwana - Nqaba Peter - Ryan Rickelton (wk) - Andile Simelane - Lutho Sipamla - Tristan Stubbs (wk) | - Suryakumar Yadav (K) - Ravi Bishnoi - Varun Chakravarthy - Yash Dayal - Avesh Khan - Hardik Pandya - Axar Patel - Sanju Samson (wk) - Abhishek Sharma - Jitesh Sharma (wk) - Arshdeep Singh - Ramandeep Singh - Rinku Singh - Tilak Varma - Vijaykumar Vyshak |

## Twenty20 Internationals

### Erstes Twenty20 in Durban
| 8. November Scorecard | Durban | Indien 202-8 (20)          | – | Südafrika 141 (17.5) |
|                       |        | Indien gewinnt mit 61 Runs |   |                      |

Südafrika gewann den Münzwurf und entschied sich als Feldmannschaft zu beginnen. Für Indien bildete Eröffnungs-Batter Sanju Samson eine Partnerschaft mit dem dritten Schlagmann Suryakumar Yadav. Yadav erreichte 21 Runs und der hineinkommende Tilak Varma 33 Runs. Daraufhin schied Samson nach einem Century über 107 Runs aus 50 Bällen aus. Rinku Singh konnte in der folge 11 Runs erzielen, womit die Vorgabe auf 203 Runs erhöht wurde. Bester südafrikanischer Bowler war Gerald Coetzee mit 3 Wickets für 37 Runs. Für Südafrika formte Eröffnungs-Batter Ryan Rickelton zusammen mit dem dritten Schlagmann Tristan Stubbs eine Partnerschaft. Stubbs erreichte 11 Runs und wurde gefolgt durch Heinrich Klaasen. Rickelton schied nach 21 Runs aus und wurde durch David Miller ersetzt. Klaasen gelangen 25 Runs und auch Miller schied kurz darauf nach 18 Runs aus. Marco Jansen bildete in der Fogle eine weitere Partnerschaft mit Gerald Coetzee. Jansen konnte 12 Runs erzielen und Coetzee 23 weitere, was jedoch nicht ausreiche um die Vorgabe einzuholen. Beste indische Bowler waren Varun Chakravarthy mit 3 Wickets für 25 Runs und Ravi Bishnoi mit 28 Runs. Als Spieler des Spiels wurde Sanju Samson ausgezeichnet.

### Zweites Twenty20 in Gqeberha
| 10. November Scorecard | Gqeberha | Indien 124-6 (20)               | – | Südafrika 128-7 (19) |
|                        |          | Südafrika gewinnt mit 3 Wickets |   |                      |

Südafrika gewann den Münzwurf und entschied sich als Feldmannschaft zu beginnen. Indien verlor früh drei Wickets, bevor Tilak Varma und Axar Patel eine Partnerschaft formten. Varma erreichte 20 Runs und wurde durch Hardik Pandya gefolgt. Patel schied nach 27 Runs aus und Pandya beendete das Innings ungeschlagen mit 39* Runs und erhöhte die Vorgabe auf 125 Runs. Fünf südafrikanische Bowler erzielten jeweils ein Wicket. Für Südafrika eröffneten Ryan Rickelton und Reeza Hendricks. Rickelton erreichte 13 Runs und wurde gefolgt durch Tristan Stubbs. Hendricks konnte 24 Runs erzielen, bevor Stubbs zusammen mit Gerald Coetzee im vorletzten OVer die Vorgabe einholen konnten. Stubbs erzielte dabei 47* Runs und Coetzee 19* Runs. Bester indischer Bowler war Varun Chakravarthy mit 5 Wickets für 17 Runs. Als Spieler des Spiels wurde Tristan Stubbs ausgezeichnet.

### Drittes Twenty20 in Centurion
| 13. November Scorecard | Centurion | Indien 219-6 (20)          | – | Südafrika 208-7 (20) |
|                        |           | Indien gewinnt mit 11 Runs |   |                      |

Südafrika gewann den Münzwurf und entschied sich als Feldmannschaft zu beginnen. Für Indien formte Eröffnungs-Batter Abhishek Sharma zusammen mit dem dritten Schlagmann Tilak Varma eine Partnerschaft. Sharma schied nach einem Fifty über 50 Runs aus und nachdem der hineinkommende Hardik Pandya 18 Runs erreichte, gelangen Ramandeep Singh 15 Runs. Varma beendete das Innings ungeschlagen mit einem Century über 107* Runs aus 56 Bällen, womit er die Vorgabe auf 220 Runs erhöhte. Beste südafrikanische Bowler waren Andile Simelane mit 2 Wickets für 34 Runs und Keshav Maharaj mit 2 Wickets für 36 Runs. Für Südafrika bildeten die Eröffnungs-Batter Ryan Rickelton und Reeza Hendricks eine Partnerschaft. Rickelton erreichte 20 Runs und wurde ersetzt durch Aiden Markram. Hendricks konnte 21 Run erzielen und der hineinkommende Tristan Stubbs 12 Runs. Nachdem Heinrich Klaasen aufs Feld gekommen war, schied Markram nach 29 Runs aus. David Miller erzielte in der Folge 18 Runs und als dieser durch Marco Jansen gefolgt wurde, verlor Klaasen sein Wicket nach 41 Runs. Jansen schied nach einem Fifty über 54 Runs aus, was nicht ausreichte um die Vorgabe einzuholen. Als Spieler des Spiels wurde Tilak Varma ausgezeichnet.

### Viertes Twenty20 in Johannesburg
| 15. November Scorecard | Johannesburg | Indien 283-1 (20)           | – | Südafrika 148 (18.2) |
|                        |              | Indien gewinnt mit 135 Runs |   |                      |

Indien gewann den Münzwurf und entschied sich als Feldmannschaft zu beginnen. Für sie begannen Sanju Samson und Abhishek Sharma als Eröffnungs-Batter.  Sharma gelangen 36 Runs, bevor Tilak Varma aufs Feld kam. Zusammen konnten Samson und Varma dann das Innings beenden und jeweils ein Century erzielen. Varma erzielte 120* Runs aus 47 Bällen und Samson 109* Runs aus 56 Bällen. Das südafrikanische Wicket erzielte Lutho Sipamla. Südafrika verlor früh vier wickets, bevor Tristan Stubbs zusammen mit David Miller eine Partnerschaft formte. Miller erreichte 36 Runs und wurde durch Marco Jansen gefolgt. Nachdem Stubbs 43 Runs erzielen konnte, folgte ihm Gerald Coetzee mit 12 Runs. Jansen erzielte bis das letzte Wicket fiel 29* Runs, was jedoch nicht ausreichte um die Vorgabe zu gefährden. Bester indischer Bowler war Arshdeep Singh mit 3 Wickets für 20 Runs. Als Spieler des Spiels wurde Tilak Varma ausgezeichnet.

## Auszeichnungen

### Player of the Series
Als Player of the Series wurden der folgende Spieler ausgezeichnet.
| Serie | Player of the Series |
| ----- | -------------------- |
| T20   | Tilak Varma          |

### Player of the Match
Als Player of the Match wurden die folgenden Spielerinnen ausgezeichnet.
| Spiel  | Player of the Match |
| ------ | ------------------- |
| 1. T20 | Sanju Samson        |
| 2. T20 | Tristan Stubbs      |
| 3. T20 | Tilak Varma         |
| 4. T20 | Tilak Varma         |

## Statistiken
Die folgenden Cricketstatistiken wurden bei dieser Tour erzielt.